# Peñón del Mediodía
El peñón del Mediodía es un pico del Sistema Central en España, situado en la sierra de Gredos y perteneciente a la provincia de Ávila (comunidad autónoma de Castilla y León), entre los términos municipales de El Hornillo y Navarredonda de Gredos. Tiene una cima redondeada y poco pronunciada. Es uno de los picos que superan los 2000 m en la parte de la Sierra de Gredos que va desde La Mira hasta el Puerto del Pico. El vértice geodésico de la cima se encuentra a una altitud de 2219 m s. n. m.